# 贵州缫丝花
贵州缫丝花（学名：Rosa kweichowensis）为蔷薇科蔷薇属下的一个种。其种加词“kweichowensis”意为“贵州的”。